# Adriaan Vlok
Adriaan Johannes Vlok (* 11. Dezember 1937 in Sutherland; † 8. Januar 2023 in Centurion) war ein südafrikanischer Politiker. Bis zu ihrer Auflösung 2005 war er Mitglied der Nasionale Party (NP) sowie 1986 bis 1991 Südafrikas Minister für „öffentliche Ordnung“. Er war der erste Minister des Apartheid-Regimes, der sich als früheres Mitglied des institutionellen Sicherheitsapparates vor einem Gericht für Verbrechen, die er während seiner Amtszeit begangen hatte, verantworten musste und dafür rechtskräftig verurteilt wurde.

## Leben und Leistungen
Adriaan Vlok war der älteste von fünf Söhnen des Ehepaars Betty Elizabeth (geborene Olivier) und Nicolaas Vlok; er wurde in eine Farmerfamilie geboren. Er besuchte die Nilersdrift Primary School und die Keimoes High School, an der er im Jahr 1956 sein Matric ablegte. Im Folgejahr absolvierte Vlok eine militärische Grundausbildung in Pretoria und nahm danach eine Tätigkeit in der Rechtsabteilung der Magistratsverwaltungen von Keimoes und Upington auf. Von 1959 (Eintritt in die NP) bis 1966 war er als Untersekretär in der Rechtsabteilung der Stadt Pretoria angestellt. Während dieser Zeit studierte Vlok an der Universität von Pretoria und schloss 1962 mit einem Dip. Proc. (Proctor Diploma) ab. Um 1966 war er für vier Monate Privatsekretär von Petrus Cornelius Pelser, der infolge der Ermordung von Hendrik Frensch Verwoerd im neuen Kabinett Minister für das Justizwesen, die Polizei und die Haftanstalten wurde, und ging danach mit derselben Funktion zu Premierminister John Vorster.
Vlok übernahm  1984, dem Inkrafttreten einer neuen Verfassung mit drei Kammern und unter Ausschluss der schwarzen Mehrheitsbevölkerung, wichtige Regierungsposten. Am 17. September 1984 wurde er zum Vizeminister für Verteidigung (1984–1985), am 14. Januar 1985 zum Vizeminister für „öffentliche Ordnung“ (1985–1986) berufen. Im Dezember 1986, sechs Monate nach Ausrufung des Ausnahmezustands, übernahm er den Posten des Ministers für „öffentliche Ordnung“ („Minister of Law and Order“; 1986–1991) im Kabinett Botha.
Vlok verantwortete als Minister für „öffentliche Ordnung“ die Durchsetzung von Sicherheitsgesetzen zur Unterdrückung nichteuropäischstämmiger Bevölkerungsgruppen in Südafrika; unter anderem wurden während seiner Amtszeit viele Protestierende bei Polizeieinsätzen angeschossen oder getötet. Während des Ausnahmezustands war sein Ministerium für die Niederschlagung der Unruhen und der dabei vorgenommenen Inhaftierung von etwa 30.000 Personen verantwortlich, wobei sich zeitgleich bis zu 15.000 Menschen in Polizeigewahrsam befanden. Zudem war Vlok als Minister in das State Security Council (SSC) zentral eingebunden und für die Arbeitsfähigkeit des National Security Management System maßgeblich verantwortlich.
Am 24. Februar 1988 verfügte Vlok mittels Bannungsverfügungen massive Einschränkungen für 17 Anti-Apartheid-Organisationen. Dazu zählten die United Democratic Front, Release Mandela Campaign, Soweto Civic Association und Azanian Peoples Organisation sowie das National Education Crisis Committee und der South African Youth Congress. Ein Verbot wollte er nicht aussprechen, jedoch bestand das Ziel in einer starken Einschränkung ihrer Aktivitäten. Dem Gewerkschaftsdachverband COSATU verbot er jegliche politische Aktivitäten, die im Gegensatz zu Fragen der Arbeitsmarktpartner stünden. Er begründete seine massiven Restriktionen mit der Auffassung, dass solche Organisationen und einzelne oppositionelle Personen „sich beharrlich für ein revolutionäres Klima einsetzen“. Öffentlich beschrieb Vlok eine Gefährdungslage, wonach über 1000 Organisationen unter Führung der Allianz von ANC/SACP durch eine Massenmobilisierung das Ziel anstreben würden, die „Macht des Volkes“ („people’s power“) herbeizuführen.
In dieser angespannten innenpolitischen Lage trug er zudem Verantwortung für die Frage des Umgangs mit inhaftierten Kindern sowie für die umstrittene Einführung von „Kitskonstables“. Letztere waren „Hilfspolizisten“ (auxiliary police) mit etwa sechswöchiger Ausbildung.
Des Weiteren befürwortete er Bombenanschläge auf seine Gegner sowie fragwürdige Vergeltungsmaßnahmen und Mordanschläge gegen Freiheitskämpfer und Menschenrechtsaktivisten wie den damaligen Generalsekretär des südafrikanischen Kirchenrates Frank Chikane, der offen gegen die unterdrückerische Staatsform predigte. Im Jahr 1989 versuchte Vlok gemeinsam mit Johan van der Merwe, dem damaligen Chef der südafrikanischen Polizei, sowie drei weiteren Sicherheitsbeamten der Militäreinheit Civil Cooperation Bureau, Chikane zu vergiften, indem sie seine Unterwäsche mit einem Nervengift tränkten. Chikane, der sich zu diesem Zeitpunkt in den Vereinigten Staaten aufhielt, überlebte den Giftanschlag, da ihm eine rasche medizinische Behandlung zuteilwurde.
Ende Juli 1991 wurde Vlok seines bisherigen Postens durch Präsident Frederik Willem de Klerk enthoben und zum weniger umstrittenen Minister für Strafvollzug (Minister of Correctional Services) berufen, ein Amt, das er bis 1994 bekleidete. Im Zuge der Aufarbeitung der Apartheids-Straftaten durch die Wahrheits- und Versöhnungskommission (TRC) wurde ihm 1999 für seine gestandenen Straftaten, die Bombenanschläge gegen den Sitz des südafrikanischen Kirchenrates und gegen den Sitz des Gewerkschaftsbundes Congress of South African Trade Unions (Cosatu), durch eine erlassene Verordnung Amnestie garantiert. Voraussetzung war jedoch das Ablegen eines umfassenden Geständnisses sowie der Nachweis einer politisch motivierten Straftat. Er verschwieg damals jedoch seine Beteiligung am Mordversuch an Chikane.
Im August 2006 wurde bekannt, dass er der Kommission Straftaten verschwiegen hatte, woraufhin er mit öffentlichen Entschuldigungen für Aufsehen sorgte. In einer dramatischen Geste wusch er die Füße von Frank Chikane, der Berater des damaligen Präsidenten Thabo Mbeki war, und bekannte sich schuldig, den Anschlag gemeinsam mit van der Merwe angeordnet zu haben. Nach einer Verständigung mit den Strafverfolgungsbehörden (Plea bargain) wurde er 2007 zu einer zehnjährigen Haftstrafe verurteilt, die allerdings für fünf Jahre zur Bewährung ausgesetzt wurde. Auch seine vier Mitangeklagten, darunter Van der Merwe, wurden zu Bewährungsstrafen verurteilt.
Vlok engagierte sich später ehrenamtlich in der Armenhilfe und lieferte Verpflegung an benachteiligte Familien in Townships aus. In seinem Haus beherbergte er zudem mehrere Obdachlose und Hilfsbedürftige. Im Jahr 2015 gründete er eine Hilfsorganisation mit dem Namen Feed a Child, die er auch leitete.

## Öffentliche Wahlfunktionen
Seit seinem Eintritt (1959) in die Nasionale Party (NP) übte er in deren Strukturen mehrere Funktionen auf regionalen Ebenen aus. Zudem sammelte Vlok vor seinen Regierungsämtern Erfahrungen in öffentlichen Wahlfunktionen. Zuerst wurde er 1972 Mitglied des Stadtrats von Verwoerdburg (später in Centurion aufgegangen), wo er im „management committee“ eingesetzt war. Nebenbei betätigte er sich in einigen regionalen Kulturorganisationen. Zur Parlamentswahl von 1974 kandidierte Vlok im Wahlkreis Verwoerdburg und erlangte einen Sitz in der National Assembly. In der NP-Fraktion übernahm er zunächst die Leitung der „law and order study group“, wurde stellvertretender Vorsitzender der „defence study group“, leitete einige Parlamentsausschüsse und wurde schließlich Whip für die NP-Abgeordneten sowie Vice-speaker im House of Assembly.

## Privates
Vlok war mit Cornelia Johanna Vlok (geborene Burger) verheiratet. Aus der Ehe gingen zwei Söhne und eine Tochter hervor.
Adriaan Vlok starb nach kurzer Krankheit im Unitas Hospital in der Stadt Centurion.